# Pioggia di piombo
Pioggia di piombo (Black Tuesday) è un film statunitense del 1954 diretto da Hugo Fregonese.

## Trama
Il gangster Vincent Canelli, insieme ad altri reclusi, fugge dalla prigione il giorno stesso fissato per la sua esecuzione capitale. Gli evasi portano con sé alcuni ostaggi, alcuni dei quali vengono assassinati dallo spietato Canelli mentre la morsa della polizia si stringe su di lui. La spirale della violenza ha termine solo quando Canelli stesso viene ucciso da uno dei suoi complici.    